# Hilbert-kubus
In de topologie, een deelgebied van de wiskunde, is de hilbert-kubus,een topologische ruimte, dat een leerzame illustratie geeft van een aantal ideeën in de topologie. Ook kunnen vele interessante topologische ruimten worden ingebed in de hilbert-kubus; dat wil zeggen dat zij kunnen worden gezien als deelruimten van de hilbert-kubus (zie hieronder). De hilbert-kubus is genoemd naar David Hilbert, 

## Definitie
De hilbert-kubus is het best te omschrijven als het topologische product van het gesloten interval {\displaystyle [0,{\tfrac {1}{n}}]}, waar {\displaystyle n=1,2,3,4,\ldots } Dat wil zeggen, het is een balk van aftelbaar oneindige dimensie, waar de lengte van de randen in elke orthogonale richting de rij {\displaystyle \lbrace 1/n\rbrace _{n\in \mathbb {N} }} vormen.
De hilbert-kubus is homeomorf aan het product van aftelbaar oneindig aantal kopieën van het eenheidsinterval [0,1]. Met andere woorden de hilbert-kubus is topologisch niet te onderscheiden van een eenheidskubus van aftelbaar oneindige dimensie.
Als een punt in de hilbert-kubus wordt bepaald door de rij {\displaystyle \lbrace a_{n}\rbrace }, waarin {\displaystyle 0\leq a_{n}\leq 1/n}, dan wordt een homeomorfisme naar de oneindig-dimensionale eenheidskubus gegeven door
{\displaystyle h\colon a_{n}\to n\cdot a_{n}}